# O Jesus, du som själv har tagit
O Jesu, du som själv har tagit är en konfirmationspsalm av Svante Alin från 1908. 
Melodin är en tonsättning från 1704 och enligt Koralbok för Nya psalmer, 1921 är det samma melodi som för psalmen I mänskors barn, som alla ägen (1819 nr 285).

## Publicerad som
- Nr 564 i Nya psalmer 1921, tillägget till 1819 års psalmbok under rubriken "Kyrkan och nådemedlen: Ordets ämbete och församlingslivet: Ungdomens konfirmation och första nattvardsgång".
- Nr 229 i 1937 års psalmbok under rubriken "Konfirmation".